# 17173
17173は、中国の福州市に拠点を置くオンラインゲームメディア。元々はネットドラゴンウェブソフトの一部だったが、2003年11月25日に捜狐に2,050万ドルで買収された。